# Shōhei Manabe
Pour les articles homonymes, voir Manabe.
真鍋昌平
Œuvres principales
- Ushijima, l'usurier de l'ombre

Shōhei Manabe (真鍋 昌平, Manabe Shōhei) est un mangaka japonais né à Chigasaki, dans la préfecture de Kanagawa. Il est notamment connu pour sa série Ushijima, l'usurier de l'ombre (2004-2019) décorée du Prix Shōgakukan 2010. 

## Biographie
Manabe est né à Chigasaki, dans la préfecture de Kanagawa. Il souhaite devenir mangaka en lisant Doraemon durant l'école primaire.
Son premier one shot, Smuggler (2000), est adapté en film en prise de vues réelles en 2011.
Sa série Dead End (2001–2002), en quatre volumes, est une dystopie cyberpunk dans laquelle des êtres humains mutants sont utilisés comme des armes .
Manabe commence la prépublication de la série Ushijima, l'usurier de l'ombre dans le magazine Big Comic Spirits en 2004 qui se termine en mars 2019, avec 46 volumes reliés. L'œuvre est adaptée sous la forme d'une série live de trois saisons et de quatre films live.
La série Kujô l'Implacable est prépubliée depuis octobre 2020.

## Nominations et récompenses
| Année           | Prix                       | Catégorie            | Œuvre                          | Résultat   |
| --------------- | -------------------------- | -------------------- | ------------------------------ | ---------- |
| 2008            | Prix culturel Osamu-Tezuka |                      | Ushijima, l'usurier de l'ombre | Nomination |
| 2009            | Festival d'Angoulême 2009  | Sélection officielle | Nomination                     |            |
| 2010            | Prix culturel Osamu-Tezuka |                      | Nomination                     |            |
| Prix Shōgakukan | General                    | Lauréat              |                                |            |
| 2020            | Japan Media Arts Festival  | Social Impact Award  | Lauréat                        |            |
| 2024            | Festival d'Angoulême 2024  | Sélection officielle | Kujô l'Implacable              | Nomination |